# Abrons
Abrons (sing. abrom) ou bonos (em abrom: Abron, abrong, boron, bron, brong, bono, dom ou tchaman) são uma das maiores subdivisões dos acãs e habitam o departamento de Bonducu na Costa do Marfim e através da fronteira no Gana e Burquina Fasso. Quiçá ocuparam seus atuais territórios no século XV e seus principais centros são Suniani, Techimã, Quintampo e Atebubu. Estão divididos em alguns subgrupos, como os jamãs, e segundo estimativas de 1999, há 100 000 abrons. São matrilineares e adotam a estrutura social acã, mas não se sabe de qualquer autoridade centralizada nos séculos recentes. Alegam que seu rei lendário Adu Bini teria fundado o Reino de Bonducu séculos antes.